# Tehachapi Loop

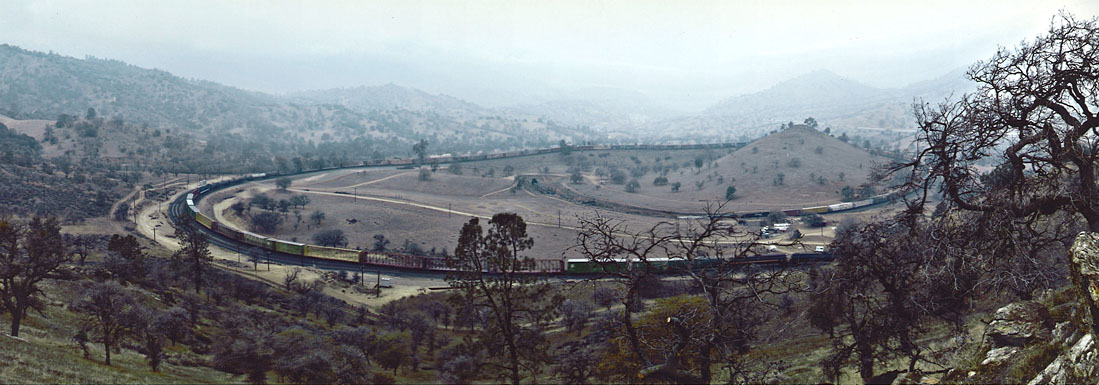
Panorama-Ansicht des Tehachapi Loop

Der Tehachapi Loop ist ein Eisenbahn-Bauwerk in Kalifornien (USA). Die Strecke der Kreiskehre – vergleichbar einem Kehrtunnel – durch die Tehachapi Mountains überwindet den Höhenunterschied in Form einer 1,17 Kilometer langen Schleife (englisch: loop). Lange Züge überqueren sich auf diese Weise selbst.

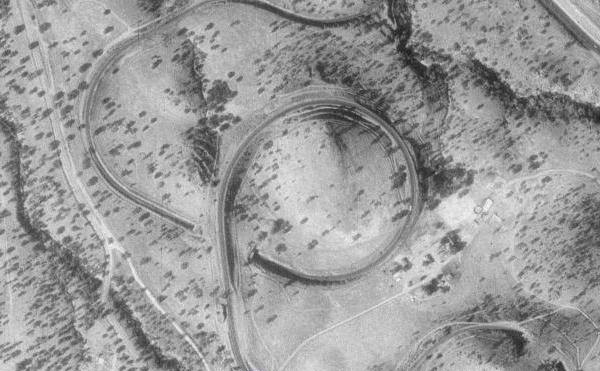
Luftbild: Der Tehachapi Loop ist Teil einer kurvenreichen Strecke

Die Bahnlinie über den Tehachapi Pass verbindet Bakersfield im San Joaquin Valley mit Mojave im Antelope Valley. Sie wurde in den Jahren 1874 bis 1876 von der Southern Pacific Railroad unter Chefingenieur William Hood erbaut. Die eingleisige Strecke ermöglichte die erste Eisenbahnverbindung zwischen San Francisco und Los Angeles.
Die Bergstrecke umfasste ursprünglich 18 Tunnel, zehn Brücken und zahlreiche Wassertürme zur Versorgung der Dampflokomotiven. Sie wurde in weniger als zwei Jahren von bis zu 3000 Arbeitern aus China unter Leitung des amerikanischen Bauingenieurs J. B. Harris gebaut. Damals galt sie als eine der größten technischen Meisterleistungen ihrer Zeit. Auf einer Länge von 45 km (28 Meilen) mit einer Steigung von durchschnittlich 2,2 Prozent überwindet sie einen Höhenunterschied von rund 1000 Metern.
Der steile Anstieg zwischen Caliente und dem Tehachapi Pass stellte eine Herausforderung für die Konstrukteure dar. Nachdem die Trasse zunächst an den Ausläufern des Gebirges an Höhe gewonnen hatte, blieb das fast unlösbar scheinende Problem, auf geringem Raum einen Anstieg um 23,50 Meter (77 Fuß) zu erreichen. William Hood löste die Aufgabe durch den Bau einer damals einzigartigen Schleife. Die Strecke führt von Keene aus nach Südosten zunächst durch einen kurzen Tunnel, verläuft dann gegen den Uhrzeigersinn einmal im Kreis um einen Hügel herum, überquert den Tunnel und führt dann weiter in Richtung Osten. Die Schleife hat einen Durchmesser von etwa 370 Metern.
Der Tehachapi Loop ist Teil einer extrem kurvenreichen Strecke durch die Berge. Die Drehungen und Windungen summieren sich auf rund 8300 Grad, mehr als das 23-Fache eines Kreises. Um die Steigung zu bewältigen, werden die Züge zwischen Bakersfield und Tehachapi mit zusätzlichen Lokomotiven verstärkt.
Nach einem Erdbeben im Jahr 1952 wurden die verschüttete Strecke und die eingebrochenen Tunnel innerhalb von nur drei Wochen wieder benutzbar gemacht.
Die American Society of Civil Engineers bezeichnet den Tehachapi Loop als eines der sieben Weltwunder der Eisenbahn. Im Jahr 1998 ernannte der Verband den Tehachapi Loop zu einem nationalen Wahrzeichen der Ingenieurkunst (National Historic Civil Engineering Landmark). Bereits seit 1953 ist der Loop ein historisches Wahrzeichen des Bundesstaats Kalifornien (California State Historic Landmark No. 508).
Derzeit gehört die Strecke der Eisenbahngesellschaft Union Pacific Railroad, die 1996 die Southern Pacific übernommen hat. Gemäß einem Streckennutzungsrecht (trackage rights agreement) aus dem Jahr 1899 wird sie auch von der BNSF Railway genutzt. Innerhalb des Loops gilt eine Höchstgeschwindigkeit von 37 Kilometern pro Stunde.
Der Tehachapi Loop ist bei Eisenbahnfans beliebt, weil er häufigen Zugverkehr (40 bis 60 lange Güterzüge am Tag) mit einer spektakulären Landschaft verbindet. Ein besonderes Ereignis war die Fahrt zweier Reisezüge am 22. Juni 2008 durch den Loop, da seit 1971 nur noch Güterzüge auf dieser Strecke verkehren. In einem historischen Eisenbahndepot der nahe gelegenen Kleinstadt Tehachapi befindet sich ein Eisenbahnmuseum mit historischen Schaustücken. Das Tehachapi Depot Railroad Museum ist im Juni 2008 kurz vor der geplanten Eröffnung abgebrannt, wurde renoviert und am 5. Juni 2010 eröffnet.
Der Tehachapi Loop befindet sich in Walong, einem Census-designated place im Kern County. Der Name erinnert an W. A. Long, einen District Roadmaster der Southern Pacific. Ein 1909 erbautes Ausweich- und Nebengleis auf der Steigungsstrecke ist als Walong Siding bekannt.
Ein weißes Kreuz auf dem Gipfel des Hügels inmitten der Schleife erinnert an zwei Arbeiter der Southern Pacific Railroad, die beim Eisenbahnunfall von San Bernardino am 12. Mai 1989 ums Leben kamen.